# 頸南バス
頸南バス株式会社（けいなんバス、KEINAN BUS ）は、新潟県妙高市に本社を置く、頸城自動車系列のバス事業者である。
頸城自動車から新井営業所を分離させて設立し、上越市板倉区や清里区、妙高市妙高地区において廃止代替バス（貸切免許）を運営している。また、妙高市からの委託を受けて「妙高市営バス」の一部路線の運行も行っている。

## 拠点

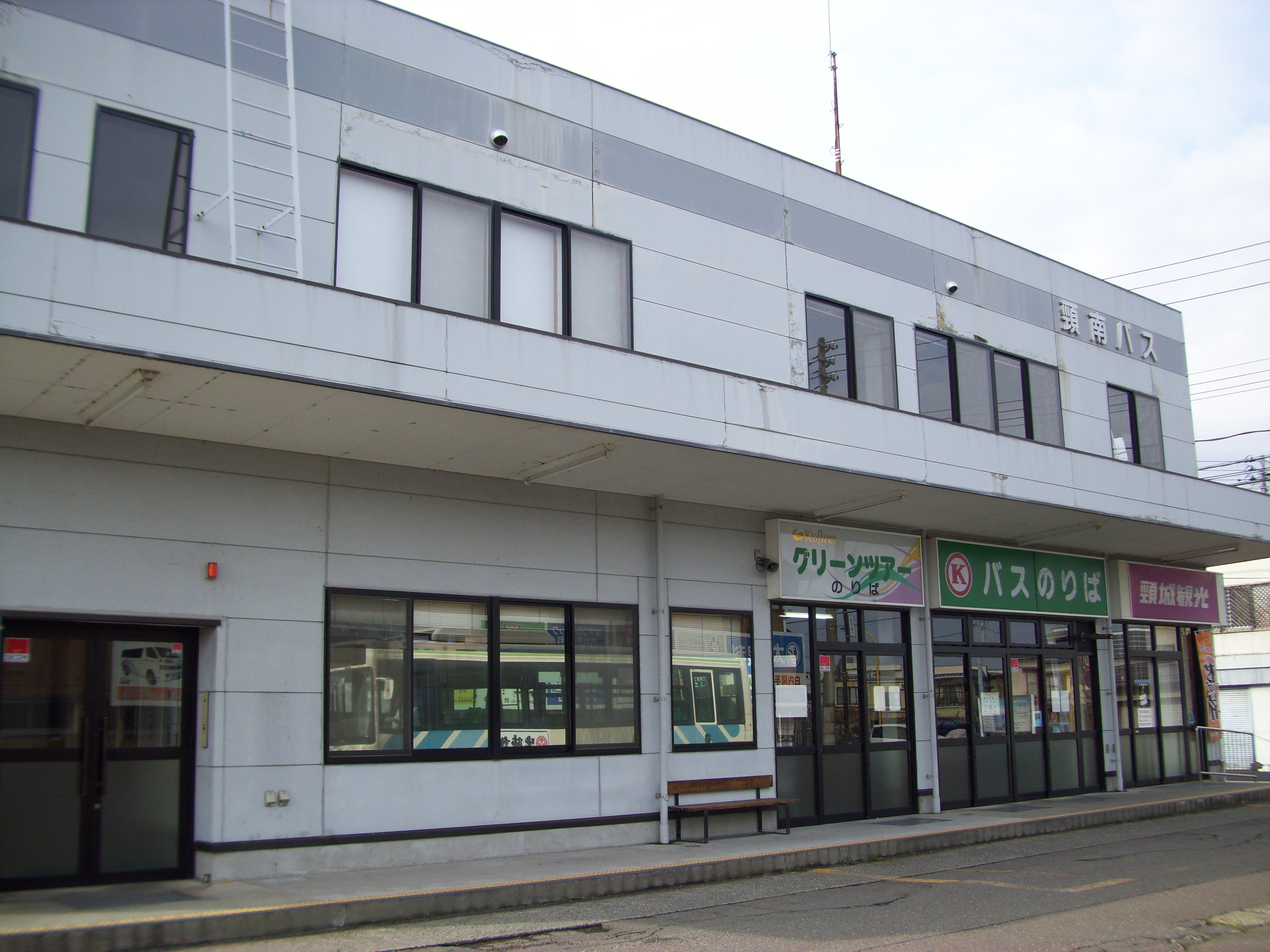
新井バスターミナル

- 本社営業所

新潟県妙高市栄町3-3
- 妙高車庫

新潟県妙高市田口字南303-1
- 整備工場

新潟県妙高市工団町3-13

## 沿革
- 1992年（平成4年）10月1日 - 頸城自動車より新井営業所を分離し、頸南バス株式会社を設立。
- 2012年（平成24年）10月1日 - アルピコ交通（通称・川中島バス）旧妙高営業所管内の路線を引き継ぐ。

## 運行路線
2021年9月現在。

### 廃止代替バス路線

#### 上越市板倉区・清里区方面
新井バスターミナルから上越市板倉区・清里区方面へ行く路線バスは、2010年（平成22年）9月1日に大幅な改正があり、主な変更内容としては以下の通りである。
- 日中の便は、板倉コミュニティプラザバス停 - 各線の起終点バス停の間はデマンド便区間（予約制）となるため、この区間内の乗車には事前に頸南バスへ電話予約が必要。
- 元日は全路線の全便が運休する。

その後、2018年4月1日に、各路線を板倉コミュニティプラザで系統分断する路線再編を実施した。
73　新井・板倉線
- （けいなん総合病院） - 新井バスターミナル - 諏訪町 - 吉木 - 吉増 - 熊川 - 針 - 板倉コミュニティプラザ

77　三針（清里）線
- 板倉コミュニティプラザ - 関根入口 - 高野 - 長嶺 - 四ツ屋 - 下稲塚 - 岡野町 - 清里区総合事務所前
  - 土曜・休日と8月15日 - 8月16日、12月29日 - 1月3日は全便運休。

#### 上越市営バス
2021年4月1日より、[74]菰立線、[75]上関田線、[76]山寺薬師線について、路線バスとしての運行を終了し、スクール混乗の市営バスへと転換された。
板1　上関田線
- 板倉中学校 - 板倉コミュニティプラザ前 - 針 - 板倉小学校 - 下沢田 - （達野） - 上関田
  - 遠野バス停を利用する場合には、デマンド便以外の場合にも予約が必要となる。

板2　山寺薬師・菰立線
- 板倉小学校 - 板倉中学校 - 板倉コミュニティプラザ - 熊川 - 菰立 - 釜塚 - 猿供養寺 - 山寺薬師
  - 猿供養寺～山寺薬師間は、全ての便で予約が必要となる。

### 周遊バス
妙高山麓周遊バスとして、山麓の観光地と周辺の鉄道駅を結ぶ以下の周遊バス2路線を運行している。なお、2路線の乗り継ぎが可能なダイヤのバスでは、一方のバスに遅れが生じた場合に接続をとって運行する。
ぶらっと妙高号
- 苗名滝 - 杉野沢温泉 - 池の平いもり池入口 - （妙高温泉 - 妙高高原駅） - 銀座十字路 - 赤倉本通り - 燕温泉 - 関温泉 - 大洞原 - 関山駅 - （アパリゾート上越妙高）

主に夏季 - 秋季に毎日2往復運行する。
乗車には1日乗り放題のぶらっと妙高号乗車券の購入が必要。
笹ヶ峰直行バス
- 笹ヶ峰 - 乙見湖 - 京大ヒュッテ - 県民の森入口 - 仙人池 - 五八木 - 早大ヒュッテ - 杉野沢温泉 - 池の平いもり池入口 - 妙高温泉 - 妙高高原駅

主に夏季 - 秋季に毎日3往復運行する。
ぶらっと妙高号とは異なり、各区間ごとに片道運賃が定められている。なお、頸城自動車が土曜・休日に実施している1日フリー乗車券は、当路線では使用不可である。
また、上越妙高駅から高田地区を通って直江津港までを結ぶ周遊バスの運行を行っている。
ぶらっと春日山・高田号
- 上越妙高駅 - 高田城址公園（庁舎入口） - 高田駅 - 春日山駅 - 春日山神社 - 直江津駅 - 直江津港

乗車には1日乗り放題のぶらっと春日山・高田号乗車券の購入が必要。
主に冬季以外の土休日に3往復運行する。

### 運行受託

#### 妙高市営バス
妙高市からの委託を受け、市営バス路線のうち以下の路線・便の運行を受託している。
- 元日は全路線が運休する。
- 運賃の支払いは現金のほか、サンシャイン回数券、セット回数券といった頸城自動車グループ全線通用回数券を利用することも可能[10]。
- 頸城自動車が土曜・休日に実施している1日フリー乗車券は、妙高市営バス全路線にて使用不可である[7]。

矢代線
道の駅まわり
- 新井バスターミナル → 白山町3丁目 → 錦町 → 道の駅 → 旧矢代小学校前 → 錦町 → 新井中学校前 → けいなん総合病院 → 新井バスターミナル

志まわり
- 新井バスターミナル → けいなん総合病院 → 新井中学校前 → 錦町 → 矢代小学校 → 道の駅 → 錦町 → 白山町3丁目 → （けいなん総合病院） → 新井バスターミナル
  - いずれもスクールバス扱いで運行。土曜・休日と8月15日 - 8月16日、12月31日 - 1月3日は全便運休。
  - 2011年10月1日 - 路線バスとしての運行を終了し、妙高市営バスとして運行開始。
  - 2013年10月1日 - 頸南バス担当便はスクールバス便のみとなった[11]。

広島線
- 新井バスターミナル → （新井中学校前 → けいなん総合病院） → 石塚町 → 広島 → 高柳団地下 → （新井中学校前） → けいなん総合病院 → 新井バスターミナル
- 新井バスターミナル → 新井中学校前 → けいなん総合病院 → 朝日町ショッピングプラザ前 → 高柳団地下 → ほっとランド → 広島 → 石塚町 → 新井バスターミナル
  - いずれもスクールバス扱いで運行。土曜・休日と12月31日 - 1月3日、中学校の春・夏・冬休みの間は全便運休。
  - 2011年10月1日 - 路線バスとしての運行を終了し、妙高市営バスとして運行開始。
  - 2013年10月1日 - 頸南バス担当便はスクールバス便のみとなった[11]。

原通線
- 新井バスターミナル - けいなん総合病院 - 上堀之内 - 克雪管理センター前 - 大原 - 岡十字路 - 大鹿
  - 元日は全便運休。
  - 2006年8月1日 - 路線バスとしての運行を終了し、妙高市営バスとして運行開始。

#### スクールバス路線
いずれもスクールバス扱いであるが、一般の利用客も乗降可能である。
斐太・和田スクールバス
- 南葉町 → 斐太北保育園 → 大曲 → 石塚町 → 新井中学校前 → けいなん総合病院 → 朝日町ショッピングプラザ前 → 新井駅 → 新井バスターミナル

土曜・休日と8月15日 - 8月16日、12月31日 - 1月3日、中学校の春・夏・冬休みの間は運休。
長沢スクールバス
- 新井バスターミナル - 新井中学校前 - けいなん総合病院 - 川上 - 上堀之内 - 新井南小学校前 - 猿橋 - 長沢

長沢行は土曜・休日と8月15日 - 8月16日、12月31日 - 1月3日、中学校の春・夏・冬休みの間は運休。
新井バスターミナル行は休日と8月15日 - 8月16日、12月31日 - 1月3日は運休。

## 休廃止路線・バス停
黒姫コスモス号
- 妙高高原駅 - 妙高温泉 - 杉野沢温泉 - 黒姫三叉路 - 黒姫高原 - 黒姫三叉路 - 道の駅しなの
- 苗名滝 - 妙高温泉 - 杉野沢温泉 - 黒姫三叉路 - 黒姫高原 - 黒姫三叉路 - 道の駅しなの

運賃
1日乗り放題 大人500円 小児300円 幼児無料
運行期間及び本数
2010年8月20日 - 2010年9月30日の間運行
妙高高原駅発着便は毎日1往復、苗名滝発着便は毎日3往復それぞれ運行
秋の妙高・黒姫号
- 苗名滝 - 妙高温泉 - 杉野沢温泉 - 黒姫三叉路 - 黒姫高原

運賃
1日乗り放題 大人500円 小児300円 幼児無料
運行期間及び本数
2010年10月1日 - 2010年11月3日の間、毎日2往復運行
岡沢線
運行本数
平日:上下5本 土休日:全便運休
冬期間は、妙高ハイツ前バス停、川倉バス停を経由せず、国道18号線へ迂回運行。
- 新井バスターミナル - けいなん総合病院 - 二本木駅入口 - 岡沢

2012年（平成24年）10月15日から上越市乗合タクシーによる運行となった。
関山線（小野沢線）
運行本数
平日:上下4本 土休日:全便運休
冬期間は、積雪状況により文京村バス停 - 横町南バス停を経由せず、国道18号線へ迂回運行することがある。
- 新井バスターミナル - けいなん総合病院 - 姫川原学校前 - 新二本木 - 松ヶ峰温泉入口 - 関山神社前 - 小野沢

2012年（平成24年）10月15日から上越市乗合タクシーによる運行となった。
関・燕温泉線
- 関山駅 - 坂口新田 - 小野沢 - 大洞原 - 自然の家前 - 自然の家入口 - 関温泉 - 燕温泉
- 関山駅 - 坂口新田 - 温泉入口 - 清水坂 - 自然の家前 - 自然の家入口 - 関温泉 - 燕温泉
  - 2013年（平成25年）10月1日から妙高市営バスによる運行となった[11]。

水上スクールバス
- 新井バスターミナル → 上米沢 → 北条上 → 吉木中 → 諏訪町 → 新井中学校前 → けいなん総合病院 → 新井バスターミナル
- 新井バスターミナル → けいなん総合病院 → 新井中学校前 → 東雲町 → 諏訪町 → 吉木中 → 北条上 → 上米沢

2013年（平成25年）10月1日から一般利用客の乗降が不可となった。
斐太スクールバス
- 新井バスターミナル → 雪森 → 斐太農協前 → 新井中学校前 → けいなん総合病院 → 朝日町ショッピングプラザ前 → 新井バスターミナル
- 新井バスターミナル → けいなん総合病院 → 斐太農協前 → 雪森 → けいなん総合病院 → 朝日町ショッピングプラザ前 → 新井バスターミナル

2013年（平成25年）10月1日から一般利用客の乗降が不可となった。
赤倉線
- 妙高高原駅 - （妙高病院前） - 中学校前 - 田切上  - （小二俣） - （東赤倉） - 新赤倉三叉路 - 赤倉銀座 - （野天風呂前）
- 妙高高原駅 - 豊橋十字路 - 田切上 - （東赤倉） -  新赤倉三叉路 - 赤倉銀座 - （野天風呂前）

池の平・杉野沢線
- 妙高高原駅 - 中学校前 - （関川関所前） - いもり池入口 - （杉ノ原スキー場） - 杉野沢上
- 妙高高原駅 - 妙高高原メッセ前 - （関川関所前） - いもり池入口 - （杉ノ原スキー場） - 杉野沢上

赤倉線、池の平・杉野沢線は、いずれも2012年（平成24年）10月1日にアルピコ交通旧妙高営業所管内の路線を引き継いだものであるが、2016年3月31日を持って路線廃止となった。頸南バス撤退後は、妙高市営バスとして運行されている。
妙高市営バス平丸線
- 新井バスターミナル - けいなん総合病院 - 上堀之内 - 新井南小学校前 - 猿橋 - 平丸入口 - 上平丸
  - 2005年6月27日 - 頸南バスとしての運行を終了し、妙高市営バスとして運行開始。
  - 2020年10月1日 - 運行形態が市営バスから、「NPO法人みずほっと」が運行する登録制コミュニティバスに変更された。

妙高市営バス上小沢線
- 新井バスターミナル - けいなん総合病院 - 小濁入口 - 泉農協前 - 泉局前 - 上小沢
- 新井バスターミナル - （新井中学校前） - けいなん総合病院 - （川上） - 新井南小学校前 - 泉農協前 - 泉局前 - 上小沢
  - 2005年6月27日 - 頸南バスとしての運行を終了し、妙高市営バスとして運行開始。
  - 2020年10月1日 - 運行形態が市営バスから、「NPO法人みずほっと」が運行する登録制コミュニティバスに変更された。

西野谷線(現在の矢代線)
新井リゾートバス停(廃止日不明)
山寺薬師線
機織バス停(2010年8月31日をもって廃止・路線改定のため)
久々野線
久々野バス停(2010年8月31日をもって廃止・路線改定のため)

## 車両
- 路線バスは、いすゞ自動車製、日産ディーゼル工業（現・UDトラックス）製を導入している。
- 観光バスは、三菱ふそうトラック・バス製を導入している。また、少人数の貸切バスとして、トヨタ自動車製のハイエース コミューターも導入している[14]。
- 妙高市から運行を受託している妙高市営バス専用車両として、トヨタ自動車製のハイエースも3台在籍している。